# Reação de Sonogashira
A reação de Sonogashira é uma reação de acoplamento cruzado utilizada em síntese orgânica na formação de ligações carbono-carbono. Para tanto, utiliza-se um catalisador de paládio para formar uma ligação carbono-carbono entre um alcino terminal e um aleto de arila ou vinila.